# Tramway de Padoue
Le Tramway de Padoue est le système de transport en commun de la ville de Padoue en Italie.

## Caractéristiques
Il s'agit d'un Tramway sur pneumatiques de type Translohr.
En 2018, la ville de Padoue projette la construction d'une seconde ligne de tramway en utilisant le modèle STE4 et réfléchit à convertir par la même occasion les STE3 de la première ligne en STE4.